# Daniel Heath Justice
Daniel Heath Justice és un ciutadà canadenc de la Nació Cherokee nascut als Estats Units i professor associat d'estudis de les Primeres Nacions. És autor de Our Fire Survives the Storm: A Cherokee Literary History (2006) (University of Minnesota Press) La seva trilogia fantàstica indígena, The Way of Thorn & Thunder--Kynship (2005), Wyrwood (2006), i Dreyd (2007) fou publicada per Kegedonce Press.
Pel 2012, era membre del Programa d'Estudis de les Primeres Nacions i un professor associat a la Universitat de Colúmbia Britànica. També va ensenyar literatures aborígens i altres cursos d'anglès a la Universitat de Toronto.
El treball crític de Justice svint s'ha centrat en qüestions d'identitat, autenticitat i descolonització: això ha portat a la seva associació amb nacionalistes literaris com Craig Womack i Jace Weaver. La seva obra es caracteritza per una prosa accessible i agradable que tracta sobre temes difícils d'una manera accessible.